# Sekukunilandia
Sekukunilandia, o también Sekhukhunelandia, (en inglés: Sekukuniland, Sekhukhuneland) es una región natural en el noreste de Sudáfrica, situada en la antigua provincia del Transvaal.

## Geografía
Esta región está cubierta principalmente por pastizales y fue habitada tradicionalmente por los bapedi en una zona que se extiende por todo el centro y el norte de Transvaal.
Sekukunilandia se encuentra en las actuales provincias de Limpopo y Mpumalanga, entre el río Olifants (Lepelle) y su afluente el río Steelpoort (Tubatse), limita al este con el Drakensberg, y recorrido por el Thaba Ya Sekhukhune en el sureste y las montañas Leolo en el norte.

## Historia
El área bajo control Pedi era muy limitado después de las campañas militares de las tropas británicas en 1879. Tras su derrota las reservas nativas fueron creados para el Pedi y para otros grupos del norte por la Transvaal Republic's Native Location Commission.
Entre 1972 y 1994, parte de Sekukunilandia se incluyó en el bantustán de Lebowa. El territorio no es homogéneo, y se divide en dos partes principales y varios menores.
Sekukuniland lleva el nombre del jefe Pedi Sekhukhune o Sekukuni, que sucedió a Sekwati en 1860 o 1861, y es la única región de origen nativo en Sudáfrica con el nombre de un jefe local famoso.